# Van Gogh pintant gira-sols
Van Gogh pintant gira-sols (en francès Van Gogh peignant des tournesols) és un quadre de Paul Gauguin, fet el 1888 a Arle, on retrata a Vincent van Gogh. Es conserva al Museu van Gogh d'Amsterdam. Es coneix per la referència núm. 296 del catàleg de Wildenstein de 1964, i núm. 326 del catàleg de 2001 (W.296; W.326).

## Context

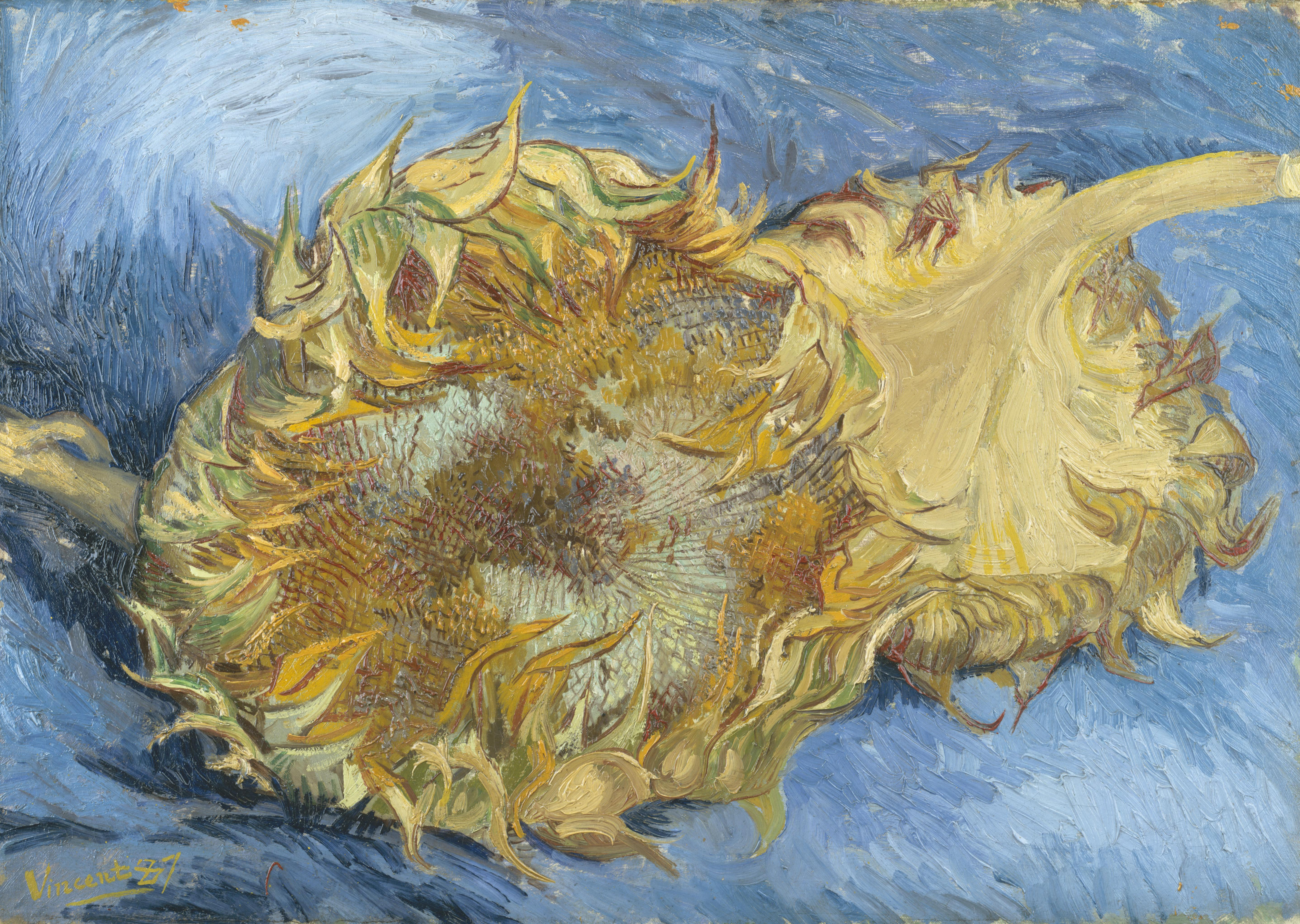
Dos gira-sols (1887), Vincent van Gogh, F.375, JH.1329

Els gira-sols, un dels temes preferits de van Gogh, s'han convertit en un símbol de la relació entre els dos pintors. Quan es van conèixer a París, el 1887, Gauguin li va demanar intercanviar el quadre Dos gira-sols per un dels seus.
El 1888 van conviure durant dos mesos a Arle, a l'anomenada Casa Groga. Van Gogh, tot esperant Gauguin, va decorar la seva habitació amb quadres de gira-sols. Gauguin la descriu d'aquesta forma:
«En la meva habitació groga hi havia gira-sols d'ulls porpra sobre un fons groc. Estaven en un gerro groc sobre una taula groga. En un cantó del quadre hi havia la signatura del pintor: Vincent. El sol groc que brillava a través de les cortines grogues de l'habitació inundava d'or tota aquesta magnífica florida […] Oh, sí, el diví Vincent estimava el groc […] jo adorava el vermell.»
La relació entre els dos artistes va ser intensa. S'admiraven mútuament i alhora rivalitzaven i discutien fins que la relació va acabar sobtadament de forma tràgica. Van Gogh treballava de forma ràpida i impulsiva. Gauguin preferia uns treballs més elaborats, amb diferents estudis preliminars. Gauguin ho resumeix en una anècdota:
«Vincent va voler preparar una sopa, però no sé com va barrejar els ingredients; indubtablement com barrejava els colors en els seus quadres. El cas és que no ens la vam poder menjar.»

## Descripció

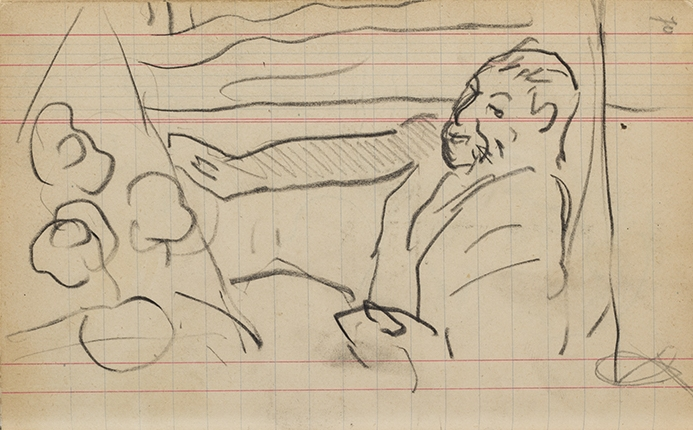
Dibuix de l'àlbum de croquis de Gauguin (Carnet Huyghe)

L'escena està captada amb un pla picat. L'enquadrament retalla els components essencials: el pintor, la paleta, el cavallet i la taula amb el gerro de gira-sols. El centre del quadre queda bastant buit. La tela és de canemàs amb una superfície granular. Gauguin aplicava pintura relativament seca en una capa fina.
El retrat de van Gogh pintant gira-sols reflecteix la tensió entre els dos pintors. La mirada és trastornada, estén el braç i maneja el pinzell de forma forçada com un autòmat. La posició tensa és una mostra de la seva inestabilitat. El contrast del fons, amb línies de color horitzontal sense contingut, ressalta l'ànim del pintor. Van Gogh reconeix el seu estat: «Era jo realment, tal com era llavors, extremadament cansat i carregat de tensió.» Segons Gauguin, l'apreciació de van Gogh va ser: «Sóc jo realment, però embogit».

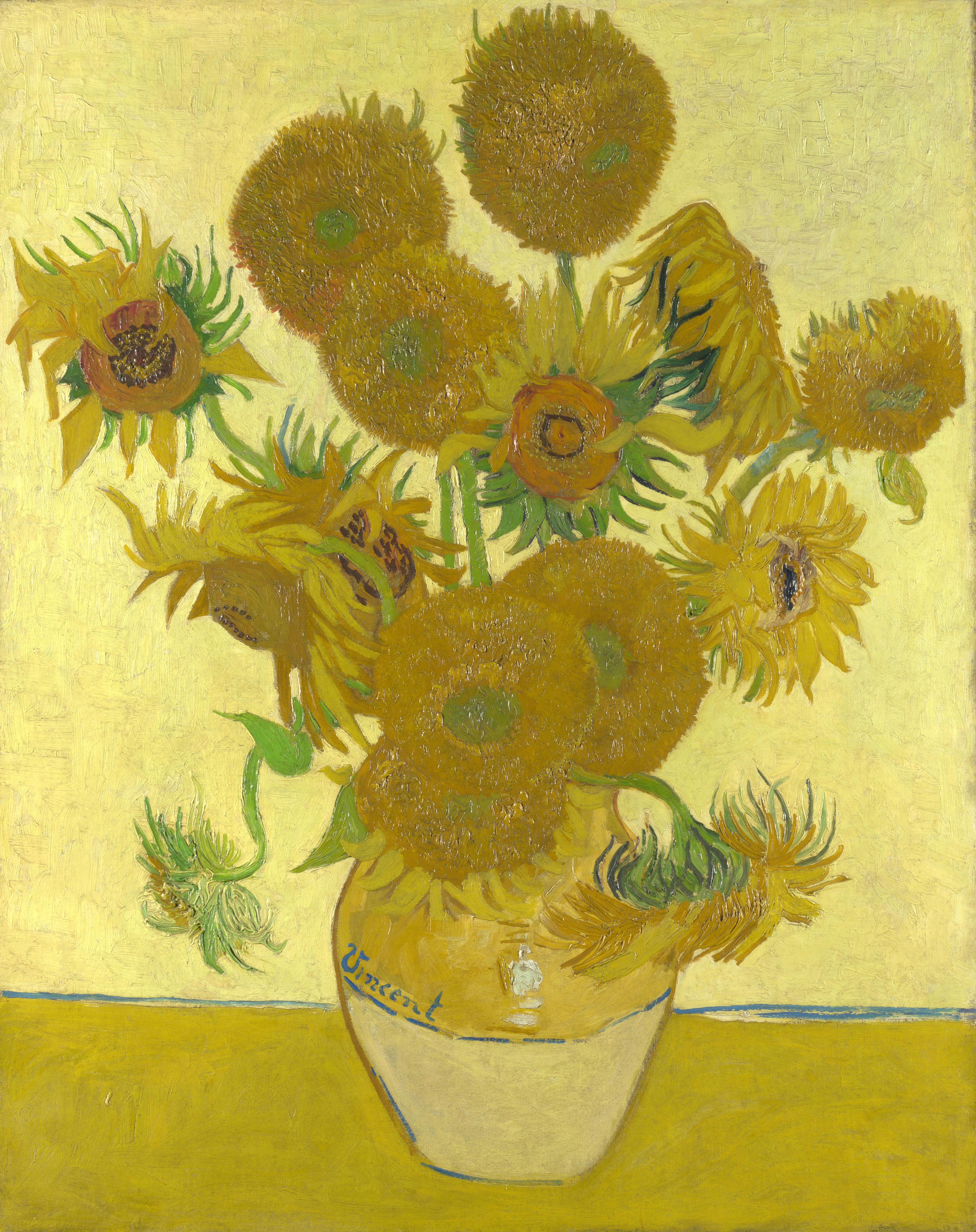
Gerro amb quinze gira-sols (1888), Vincent van Gogh, F.454, JH.1562

El quadre va ser pintar a principi de desembre, quan els gira-sols no estan florits. Van Gogh havia fet una primera sèrie de quadres de gira-sols a l'agost del mateix any, abans de l'arribada de Gauguin, i una segona al gener del 1889, després que partís. Per tant, Gauguin no va coincidir amb van Gogh pintant gira-sols. Però una de les versions, Gerro amb quinze gira-sols (1888), formava part de la decoració de la seva habitació a la Casa Groga. Amb això Gauguin posa en relleu una altra de les diferències que tenien. Mentre ell preferia pintar de memòria, combinant diferents elements, van Gogh advocava per pintar els models trets de l'observació directa de la natura.
Anys després, el 1901, quan Gauguin ja es trobava a la Polinèsia, va demanar que li enviessin llavors europees i va pintar quatre natures mortes amb gira-sols. És un tribut i un record al seu company.

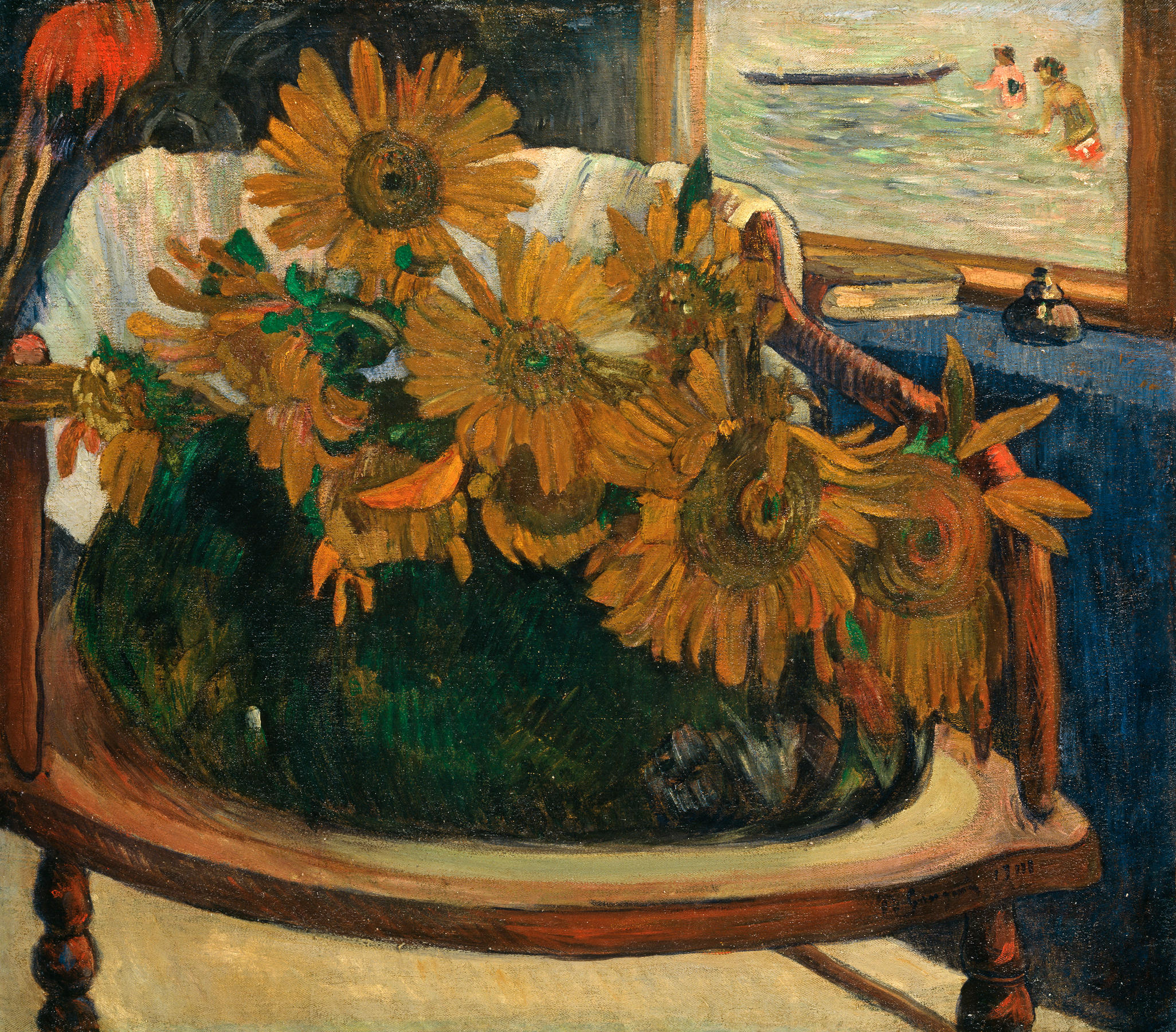
Natura morta amb gira-sols sobre una butaca (I) (1901), W.602
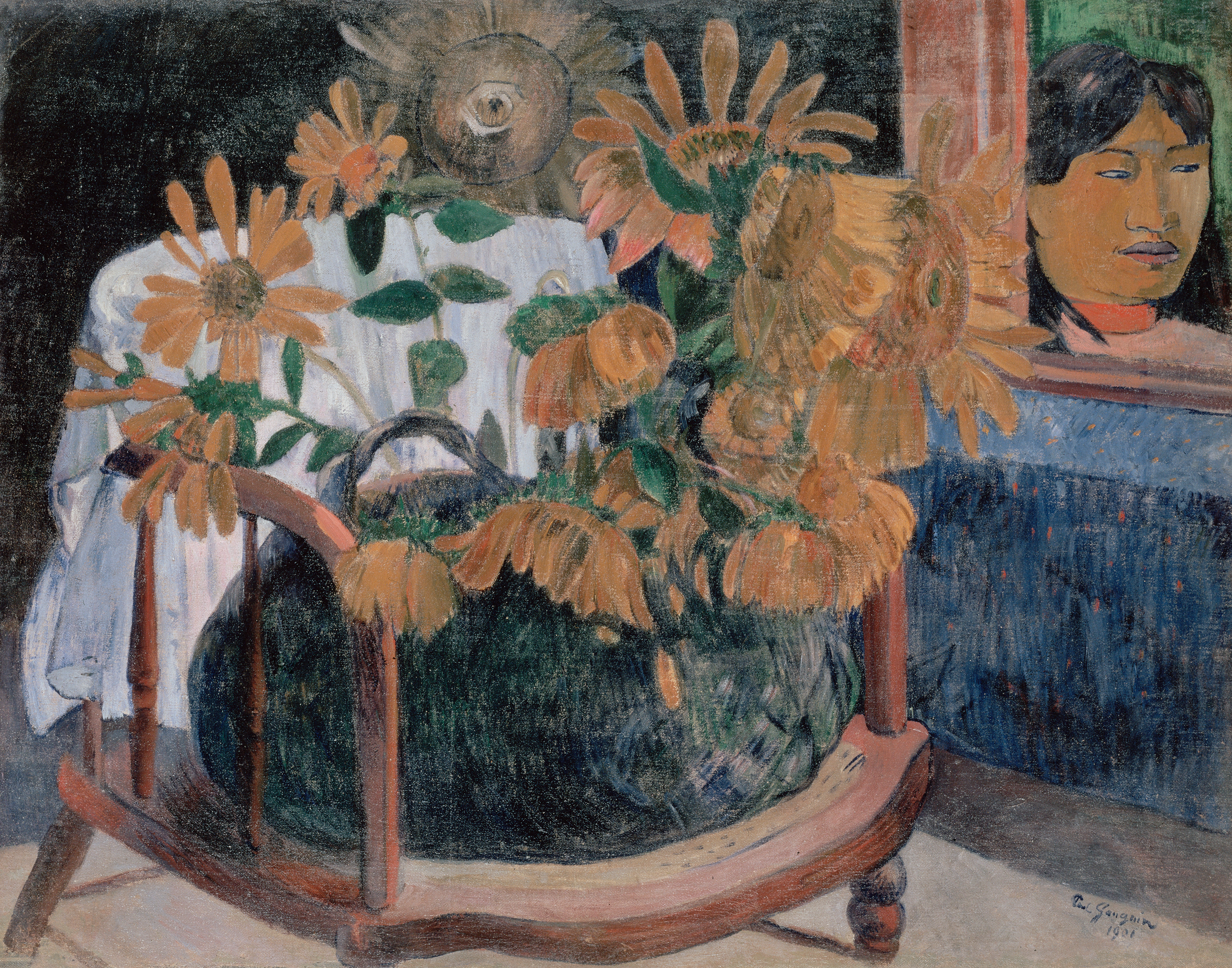
Natura morta amb gira-sols sobre una butaca (II) (1901), W.603
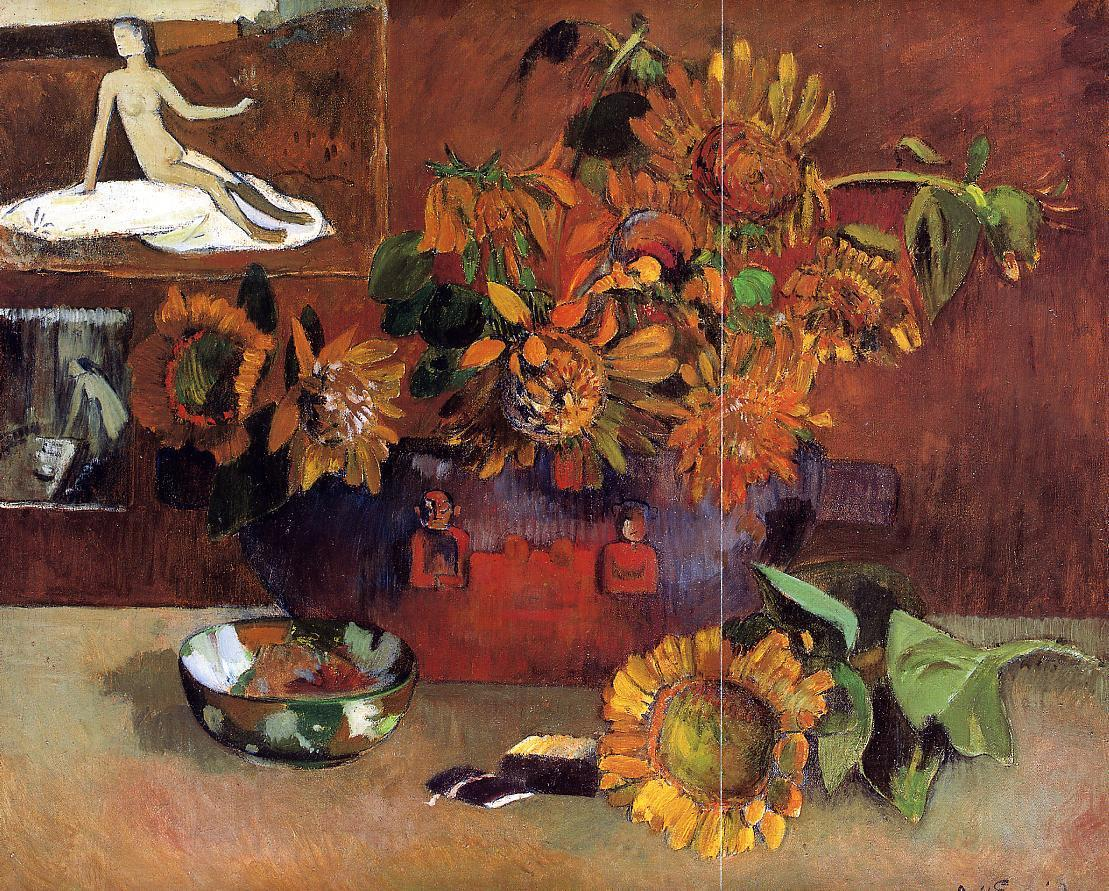
Natura morta amb L'Espérance (1901), W.604